# Свети Георги (манастир в Аспровалта)
Вижте пояснителната страница за други значения на Свети Георги.
„Свети Георги“ (на гръцки: Μονή Αγίου Γεωργίου) е средновековен манастир в Егейска Македония, Гърция. От манастира е запазена единствено църквата. В духовно отношение е подчинен на Сярската и Нигритска митрополия.

## Местоположение
Манастирът е разположен на няколко километра северозападно от град Аспровалта, високо в Орсовата планина (Кердилио), с гледка към Орфанския залив.

## История
Основаването на манастира не е засвидетелствано в писмени източници. Въпреки това, на базата на архитектурните и стенописните особености се датира от втората половина на XVI век. Погрешно често е идентифициран с метоха „Свети Георги“ в околностите на Стефанина, споменат в указ на Михаил Палеолог от 1259 година. Църквата е вариант на светогорския вид, но няма купол в централната част. Вероятно е бил подчинен на манастира Есфигмен, тъй като районът в поствизантийско време е принадлежал на този светогорски манастир. По-голямата част от рисуваната украса на католикона е повредена. Оцелелите стенописи са близки в художествено отношение с тези на зографа Антоний, който е работил в Атон и в Западна Македония в края на XVI век.
В 1979 година църквата е обявена за паметник на културата.